# Sunshine live
sunshine live (auch sl; ssl; oder radio sunshine live) ist ein privater deutschlandweiter Hörfunksender mit dem Schwerpunkt Elektronische Tanzmusik. Unter dem heutigen Namen nahm der Sender seinen Betrieb am 20. Juni 1997 in Schwetzingen auf und hat seinen Sitz in Mannheim. Seit dem 13. Dezember 2016 wird ein Großteil des Programms aus einem Studio im Dachgeschoss des Einkaufszentrums Das Schloss in Berlin gesendet. Das alte Studio in Mannheim, welches sich seit dem 30. Januar 2006 in der Kauffmannmühle in der Hafenstraße des Stadtteils Jungbusch befand, wurde geschlossen und in ein kleineres Studio in den Musikpark Mannheim verlegt. Von dort werden weiterhin einige Sendungen gefahren.

## Programm

### Zielgruppe und Programminhalte
Das Publikum erstreckt sich über alle Altersgruppen und umfasst Menschen mit einer Leidenschaft für elektronische Musik.
sunshine live sendet ein Tagesbegleitprogramm mit elektronischer Musik Elektronischen Tanzmusik, darunter aktuelle Titel als auch Livesets verschiedenster DJs. Das Programm setzt sich täglich aus verschiedenen Sendeformaten zusammen.
Zur Hörerbindung werden Serviceinformationen im Programm angeboten, darunter verschiedene Möglichkeiten der Interaktion, Verlosungen und Gewinnspiele. Die Kommunikation findet zusätzlich auf Instagram und Facebook sowie Livestreams auf Twitch statt.

### Verbreitung
sunshine live ist deutschlandweit sowie im Großraum Zürich in der Schweiz über DAB+, über eine eigene App und über einen Livestream empfangbar. Neben dem Hauptprogramm bietet sunshine live derzeit 23 spezialisierte «Channels», die nach verschiedenen Musikrichtungen wie beispielsweise Elektronische Tanzmusik, Hardstyle, Techno, House, Drum and Bass oder den 1990er Jahren kategorisiert sind. Des Weiteren wird dieses Musikprogramm durch eigene Podcasts ergänzt.
Zudem gibt es Livesets aus den Studios in Mannheim und Berlin über den Twitch-Account des Senders. Zusätzlich findet einmal monatlich eine Liveübertragung der Sendung Swiss Selection direkt aus Zürich statt.

### Moderation
- Nico: BPM – Beats per Morning, sunshine live Warm up
- Katha: BPM – Beats per Morning
- DJ Falk: AfterNoon, DJs Afterwork, Classics
- Eric SSL: Connected, Special Squad, Classics
- Chris Nitro: Motors, Back to the 90s
- Solli: Back to the 90s
- Sophia: Electronic Music Nonstop, sunshine live Charts
- Theresa Paul: Studio Session[3]
- Rosanna Grüter: Swiss Selection
- Finn Rasmussen: 90er Channel[4]

## Geschichte

### Vorgängerprogramm und Phase als Jugendsender
Der direkte Vorgänger von sunshine live war Radio Sunshine, das zunächst den Namen RNO Radio (für die Region Rhein-Neckar-Odenwald) sowie zeitweise die Mischform RNO Radio Sunshine trug und ein Schlager- und Oldieprogramm ausstrahlte. Es ging zum 1. Oktober 1994 zu Beginn der zweiten Lizenzierungsperiode der baden-württembergischen Privatsender aus Schwetzingen auf Sendung. Die Veranstaltergesellschaft von „sunshine live“ trägt noch den alten Namen RNO Rhein-Neckar-Odenwald Radio GmbH & Co. KG. Auch dieses entstand ursprünglich als Nachfolger noch älterer lokaler Hörfunkprogramme.
Da das bisherige Programm auf wenig Zuspruch stieß, aber ein Jugendsender im Verbreitungsgebiet noch fehlte, rechnete man sich unter Beibehaltung des Namensteils „Sunshine“ mit der Umwandlung zum Jugendsender bessere Erfolgschancen aus. Die Musikausrichtung des 1997 gegründeten Jugendsenders entsprach dem CHR-Format und wurde mit der Zeit mehr und mehr dem Technogenre angepasst.

### 1999–2000: Festigung des Formats

Logo bis zum 16. Januar 2022

Die Ausschreibung für einen Landesjugendsender in Baden-Württemberg gewann ein Konsortium um den Mannheimer Sender Radio Regenbogen, bei dem auch RNO Radio als Gesellschafter beteiligt war. Um die Lizenz schnell mit einem 24-Stunden-Programm zu belegen, wurde sunshine live im November 1999 auf diese neu hinzugewonnenen Frequenzen aufgeschaltet. Das Musikprogramm war damals überwiegend dancelastig, aber verwendete dennoch vieles aus anderen Bereichen der Musikwelt. Über diesen Aspekt kam es zu einem Streit unter den Gesellschaftern, die zur Gründung des Radiosenders bigFM führte, da sunshine live eine Umformatierung zu mehr Black Music und weniger Dance ablehnte. Sunshine live sendete ab Ende März 2000 (nach der Aufschaltung der bigFM-Programmschleife) zeitweilig ausschließlich auf den UKW-Frequenzen im Rhein-Neckar-Dreieck, da die Satellitenabstrahlung (ADR) vorläufig zur Senderspeisung des neuen Senders bigFM benötigt wurde.
Seit Mitte April 2000 ist sunshine live wieder ohne Unterbrechung über Astra zu empfangen.

### 2000–2015: Ausweitung des Sendegebiets und Formatisierung
Nach der Übernahme der Gesellschaftsanteile des Schimper-Verlags (Schwetzingen) durch die Radiogruppe Eurocast (Gesellschafter: Radio PSR, Hit Radio FFH, Radio SAW, 94,3 rs2 und weitere Sender der Radiogruppe Regiocast) im Jahr 2004 ist eine Formatisierung zu beobachten.
Zeitweise wurden Call-in-Gewinnspiele ins Tagesprogramm aufgenommen, um neue Hörer zu gewinnen und die Einnahmen zu steigern. Produziert wurden die Sendungen von derselben Firma, die auch für den Call-in-Fernsehsender 9Live verantwortlich war. Da Medienanalysen jedoch keine entsprechende Wirkung auswiesen und von Stammhörern massive Kritik an den Call-in-Elementen geübt wurde, stellte der Sender diese wieder ein. Die nächtliche Call-in-Show wurde in der Folge nur noch am späten Montagabend gesendet und schließlich eingestellt. Verblieben ist nur noch ein täglich zu wechselnden Zeiten gesendetes, dem Fernseh-Speedquiz-Format ähnliches Call-in-Quiz (Stand: September 2012).
Im Februar 2007 wurde die international bekannte Sendung Mellomania Deluxe durch eine andere Sendung ersetzt. Eine eigens auf den Markt gebrachte Hymne zum 10-jährigen Senderjubiläum erreichte die deutschen Single-Charts auf Platz 75.
Als erste UKW-Frequenz außerhalb Baden-Württembergs wies die Medienanstalt Berlin-Brandenburg am 1. Juli 2010 sunshine live die Frequenz 94,9 MHz im brandenburgischen Templin zu. Die Verbreitung wurde allerdings zum 1. Mai 2012 wieder eingestellt. Etwa zur selben Zeit wurde das Programm auf diversen neu entwickelten Mobile Apps verfügbar.

Altes Logo mit dem alten Claim

Anfang 2010 wurden Bumper, Jingles und Talkover-Kennungen ersetzt, sowie der Slogan geändert in „electronic music radio“. Die Verbreitung über den DVB-T-Mux in Berlin wurde im Januar 2014 beendet. Im Dezember 2015 wurde das Programm in und um Rostock auf 92,4 MHz aufgeschaltet.
Ende Juni 2016 wurde die Ausstrahlung über die UKW-Frequenzen 106,1 MHz (Rhein-Neckar-Raum) und 102,1 MHz (Odenwald/Heilbronn) eingestellt und durch Radio Regenbogen 2 ersetzt.

### 2016 Umzug nach Berlin
Seit 2016 sendet sunshine live sowohl aus seinem Studio in Mannheim als auch aus dem Studio in Berlin, welche sich im Dachgeschoss des Einkaufszentrums Das Schloss befindet. Seit dem Umzug des Senders nach Berlin ist das Mannheimer Studio nur noch das Außenstudio. Das Früh- und Tagesprogramm bis 16 Uhr wird dabei von Berlin aus gefahren. Die Live-DJ-Sendungen werden sowohl aus Mannheim als auch aus Berlin gesendet.

### 2022 Re-Branding
Zum 17. Januar 2022 hat der Sender im Rahmen eines Re-Brandings ein neues Logo eingeführt.

### 2023 Start des Sendebetriebs in der Schweiz
Seit Anfang 2023 ist sunshine live auch offiziell in der Schweiz mit einem DAB+ Signal im Großraum Zürich vertreten. Des Weiteren gibt es speziell für die Schweiz eine eigene sunshine live CH App. Seitdem wird das Liveprogramm einmal monatlich auch aus Zürich gesendet. Die Sendung mit dem Namen «Swiss Selection» wird von Rosanna Grüter moderiert – selbst DJ und ehemalige Macherin des elektronischen Musikformats «CH Beats» auf SRF3.
Ende 2024 starte der moderierte Sunshine-Live-90er-Channel. Diesen moderiert seit Ende November 2024 der Schweizer Radiomoderator Finn Rasmussen, täglich von 6 bis 18 Uhr, mit den Clubhits der 90er, sowie unterhaltsamen Geschichten von Stars der 1990er Jahre im Genre Eurodance und Techno.

## Veranstaltungen

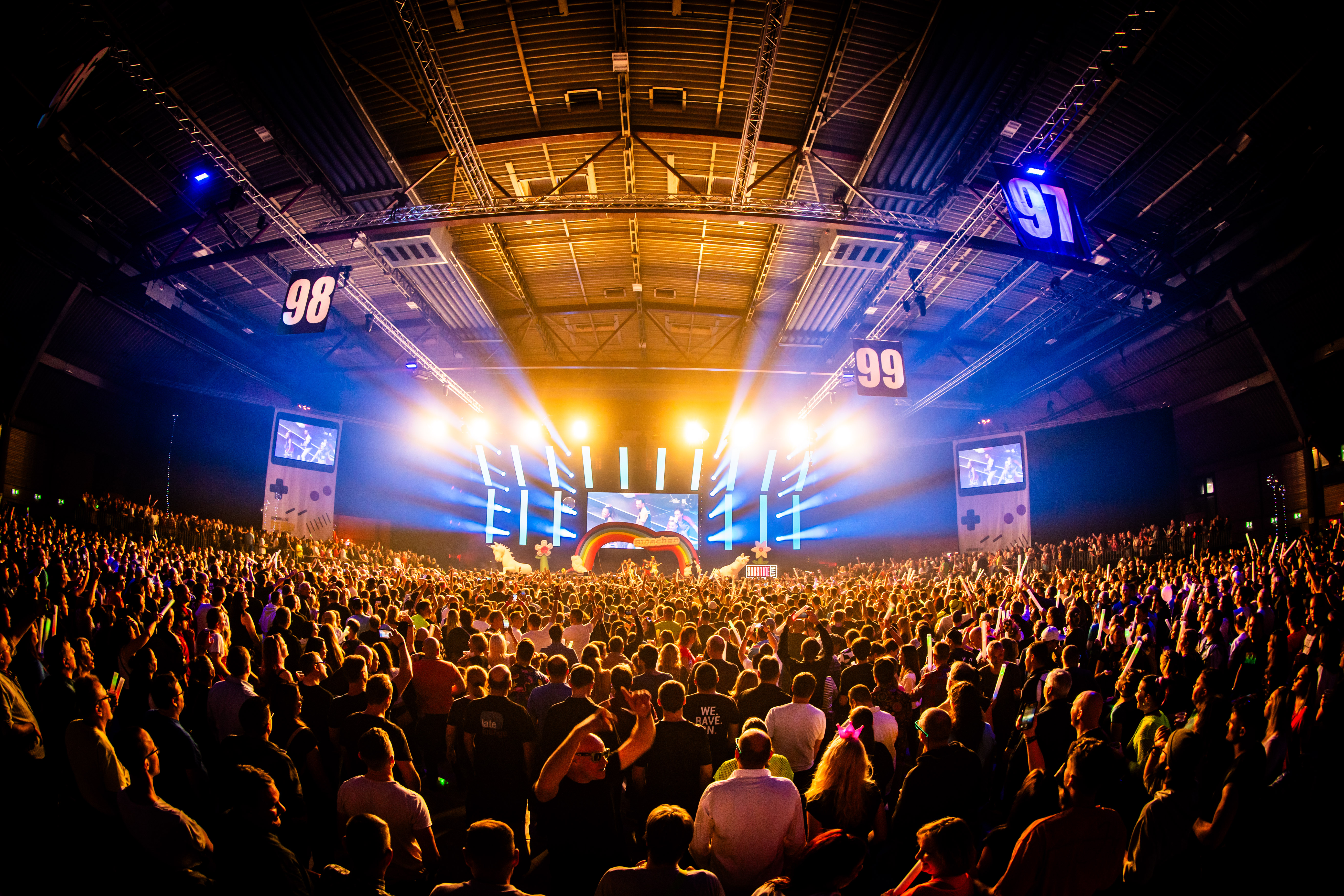
sunshine live 90er Live on Stage 2023 in der Maimarkthalle in Mannheim

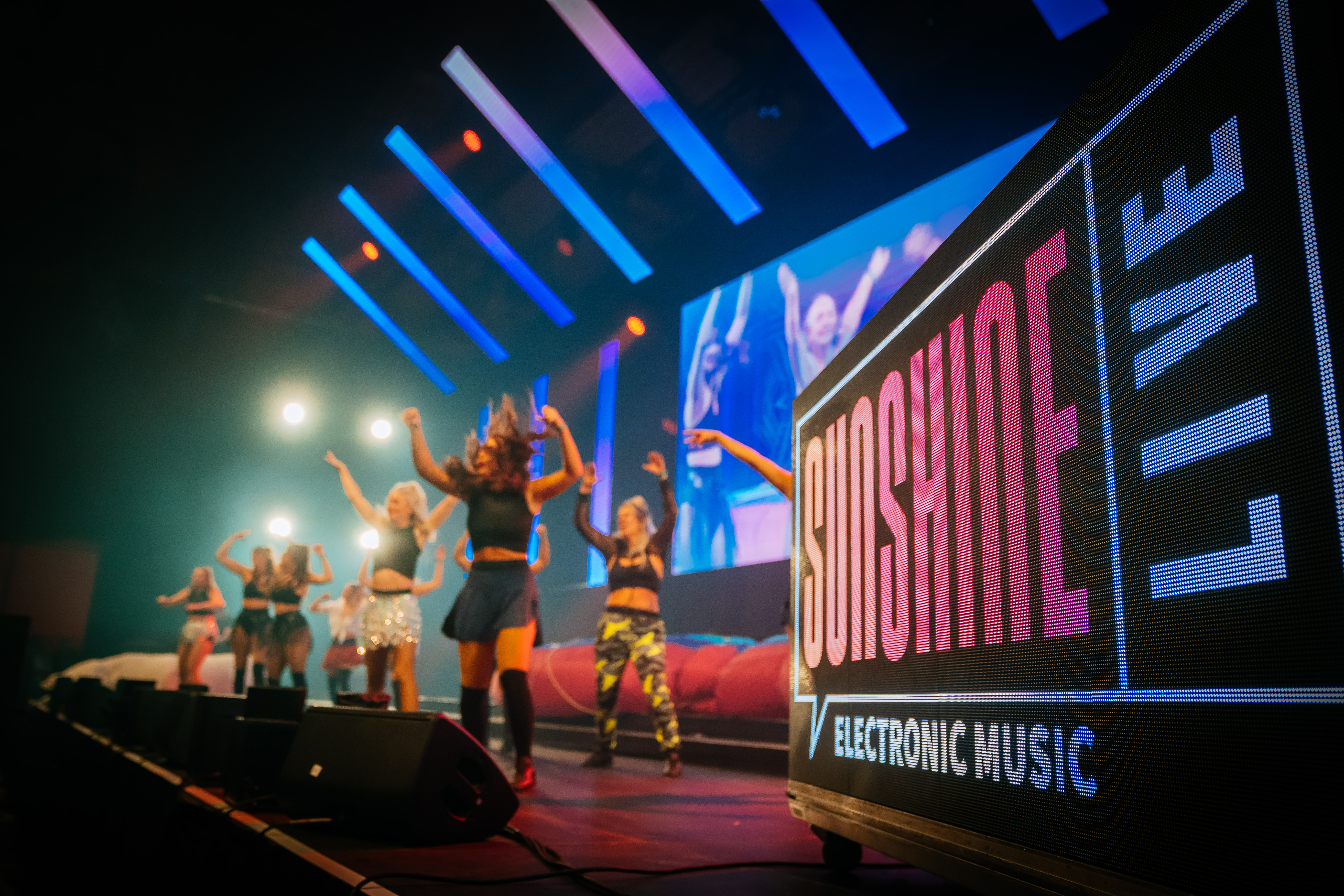
sunshine live 90er Live on Stage 2023 in der Maimarkthalle in Mannheim

sunshine live ist auf verschiedenen Veranstaltungen vertreten, die live ins Programm übernommen werden. Diese Übertragungen fanden in der Regel in den Nächten am Wochenende statt, aber auch zu bestimmten Terminen, wie z. B. Messen. Zu wiederkehrenden Übertragungen zählt auch die jährlich stattfindende Nature One Anfang August.
Jährlich veranstaltet sunshine live zwei Events:
Im November findet die große sunshine live 90er Live on Stage in der Maimarkthalle in Mannheim statt.
Im März wird die sunshine live Retroactive im Maimarktclub in Mannheim organisiert. Besucher feiern dort eine Nacht lang zur Musik verschiedener Künstler, Bands und DJs aus den 1990er und 2000er Jahren.

## Compilations und Merchandising
Sunshine live bringt seit 2001 eine Techno-Compilation-Reihe heraus, die mittlerweile 71 Ausgaben zählt (Stand: Februar 2024). Neben diesen Kompilationen vertreibt sunshine live eigene Merchandising-Produkte über einen eigenen Webshop.

## Empfang
UKW
Über UKW ist von ehemals acht Frequenzen einzig noch der Sender Stuttgart-Münster auf 104,9 MHz mit 1,0 kW verblieben.
Digitalradio

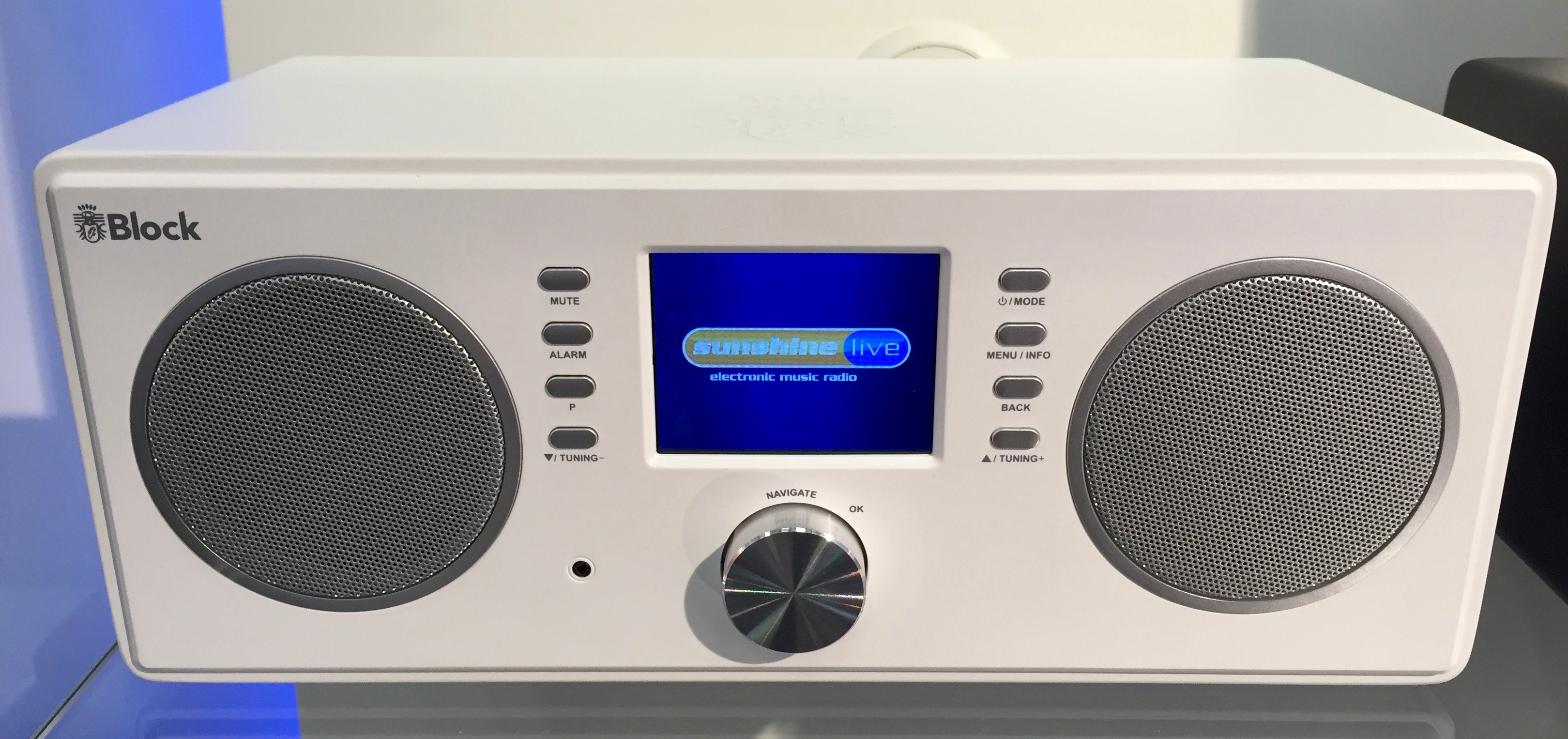
sunshine live auf DAB+

Bundesweit ist sunshine live seit 2011 über DAB+, Kanal 5C zu empfangen, über die Kabelnetze von Vodafone Kabel Deutschland, europaweit über Satellit (SES Astra) und weltweit über Internet-Livestream empfangbar, sowie regional im Kabel. Seit 2023 ist sunshine live über DAB+ in der Schweiz zu empfangen.
Seit Anfang 2015 wird sunshine live im südlichen Afrika beim Anbieter Satelio per DVB-S vor allem in Namibia von Deutschnamibiern empfangen.

## Auszeichnungen
- Dance Music Award
  - 2001: in der Kategorie „Medium“
- Deutscher Radiopreis
  - 2010: in der Kategorie „Bestes Sounddesign“ für die „Electronic Music Poems“[19][20]